# NGC 2951-2
NGC 2951-2 je eliptična galaksija u zviježđu Vodenoj zmiji. Blizu je galaksije NGC 2951-1.

## Vanjske poveznice
- SEDS: NGC 2951